# Enya (musikalbum)
Enya är det självbetitlade debutalbumet av den irländska sångerskan Enya. Det gavs ut år 1986 och innehåller 15 låtar. Albumet fungerade som soundtrack åt dokumentärfilmen The Celts på BBC. En ny version av albumet gavs ut år 1992 med titeln The Celts. Enya komponerade musiken till alla låtar själv. Hon skrev även texten till spår 1, 2, 4 och 5.

## Låtlista
| Nr  | Titel                                     | Längd |
| --- | ----------------------------------------- | ----- |
| 1.  | The Celts                                 | 2:56  |
| 2.  | Aldebaran                                 | 3:05  |
| 3.  | I Want Tomorrow                           | 4:00  |
| 4.  | March of The Celts                        | 3:15  |
| 5.  | Deireadh An Tuath                         | 1:42  |
| 6.  | The Sun In the Stream                     | 2:54  |
| 7.  | To Go Beyond (I)                          | 1:19  |
| 8.  | Fairytale                                 | 3:02  |
| 9.  | Epona                                     | 1:35  |
| 10. | Triad (St. Patrick / Cú Chulainn / Oisin) | 4:23  |
| 11. | Portrait                                  | 1:23  |
| 12. | Boadicea                                  | 3:30  |
| 13. | Bard Dance                                | 1:23  |
| 14. | Dan Y Dwr                                 | 1:41  |
| 15. | To Go Beyond (II)                         | 2:58  |

## Listplaceringar
| Lista       | Topplacering |
| ----------- | ------------ |
| Australien  | 26           |
| Nya Zeeland | 15           |